# WTA-toernooi van Bad Homburg
Het WTA-toernooi van Bad Homburg is een jaarlijks terugkerend tennistoernooi voor vrouwen dat wordt georganiseerd in de Duitse plaats Bad Homburg vor der Höhe. De officiële naam van het toernooi is Bad Homburg Open.
De WTA organiseert het toernooi, dat oorspronkelijk in de categorie "WTA 250" viel en wordt gespeeld op grasbanen.
Een in 2020 geplande editie kwam te vervallen, als gevolg van de coronapandemie. In juni 2021 vond het toernooi voor de eerste keer plaats – deze initiële editie werd gewonnen door de Duitse Angelique Kerber.
In 2024 werd het toernooi gepromoveerd naar categorie WTA 500.

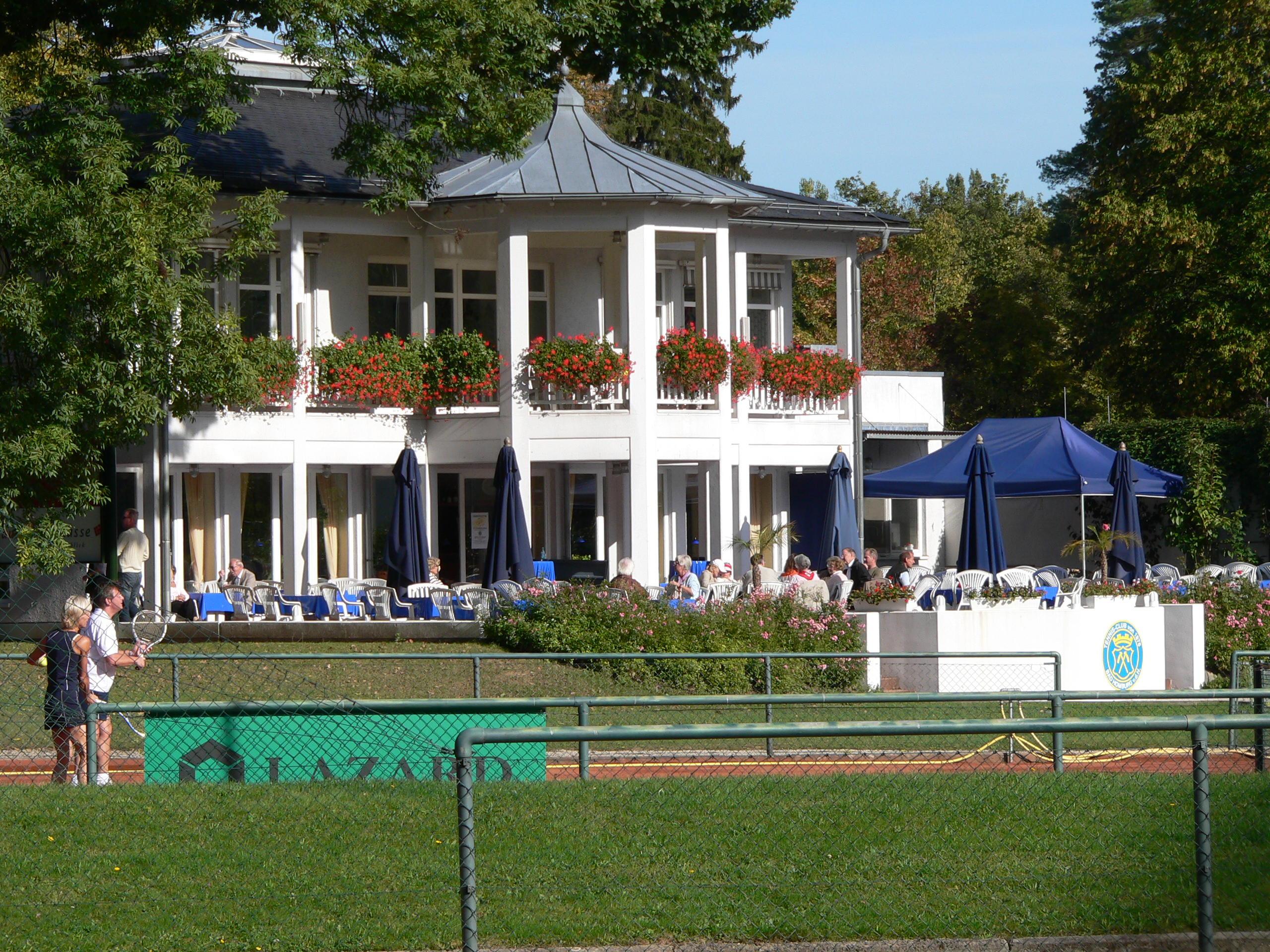
Tennis Club Bad Homburg

## Finales

### Enkelspel
| Datum      | Naam             | Cat.    | ($)       | Ondergrond   | Winnares           | Verliezend finaliste | Uitslag       |         |
| ---------- | ---------------- | ------- | --------- | ------------ | ------------------ | -------------------- | ------------- | ------- |
| 2021-06-20 | Bad Homburg Open | WTA 250 | 235.238   | gras, buiten | Angelique Kerber   | Kateřina Siniaková   | 6-3, 6-2      | details |
| 2022-06-19 | Bad Homburg Open | WTA 250 | 251.750   | gras, buiten | Caroline Garcia    | Bianca Andreescu     | 6-7, 6-4, 6-4 | details |
| 2023-06-25 | Bad Homburg Open | WTA 250 | 259.303   | gras, buiten | Kateřina Siniaková | Lucia Bronzetti      | 6-2, 7-6      | details |
| 2024-06-23 | Bad Homburg Open | WTA 500 | 922.573   | gras, buiten | Diana Sjnajder     | Donna Vekić          | 6-3, 2-6, 6-3 | details |
| 2025-06-22 | Bad Homburg Open | WTA 500 | 1.064.510 | gras, buiten | Jessica Pegula     | Iga Świątek          | 6-4, 7-5      | details |

### Dubbelspel
| Datum      | Naam             | Cat.    | ($)       | Ondergrond   | Winnaressen                             | Verliezend finalistes                | Uitslag          |         |
| ---------- | ---------------- | ------- | --------- | ------------ | --------------------------------------- | ------------------------------------ | ---------------- | ------- |
| 2021-06-20 | Bad Homburg Open | WTA 250 | 235.238   | gras, buiten | Darija Jurak Andreja Klepač             | Nadija Kitsjenok Raluca Olaru        | 6-3, 6-1         | details |
| 2022-06-19 | Bad Homburg Open | WTA 250 | 251.750   | gras, buiten | Eri Hozumi Makoto Ninomiya              | Alicja Rosolska Erin Routliffe       | 6-4, 6-7, [10-5] | details |
| 2023-06-25 | Bad Homburg Open | WTA 250 | 259.303   | gras, buiten | Ingrid Gamarra Martins Lidzija Marozava | Eri Hozumi Monica Niculescu          | 6-0, 7-6         | details |
| 2024-06-23 | Bad Homburg Open | WTA 500 | 922.573   | gras, buiten | Nicole Melichar-Martinez Ellen Perez    | Chan Hao-ching Veronika Koedermetova | 4-6, 6-3, [10-8] | details |
| 2025-06-22 | Bad Homburg Open | WTA 500 | 1.064.510 | gras, buiten | Guo Hanyu Aleksandra Panova             | Ljoedmyla Kitsjenok Ellen Perez      | 4−6, 7−6, [10−5] | details |